# Перепічка Олег Григорович
Оле́г Григо́рович Пере́пічка (14 березня 1988 — 29 серпня 2014) — сержант батальйону патрульної служби міліції особливого призначення «Івано-Франківськ», учасник російсько-української війни.

## Життєпис
Народився 1988 року в селі Хохонів (Галицький район, Івано-Франківська область). Закінчив Хохонівську щколу.
Сержант міліції, боєць батальйону патрульної служби міліції особливого призначення «Івано-Франківськ». В зоні бойових дій перебував з 18 серпня 2014 року.
Загинув при виході колони з Іловайська «гуманітарним коридором» на дорозі поміж селом Новокатеринівка та хутором Горбатенко.
Машина, якою їхали бійці, потрапила під обстріл, Олег разом з іншими вистрибнув із машини, з того моменту його доля була невідома. 3 вересня 2014-го тіло Олега Перепічки разом з тілами 96 інших загиблих у Іловайському котлі привезено до дніпропетровського моргу. 16 жовтня 2014 року тимчасово похований на Краснопільському цвинтарі міста Дніпропетровська, як невпізнаний Герой.
Ідентифікований серед загиблих за ДНК-експертизою, 3 квітня 2015 року відбулася поминальна панахида за трьома загиблими бійцями батальйону, 4 квітня похований у селі Хохонів.
Залишилися батьки, дружина та син 2012 р.н.

## Нагороди та вшанування
За особисту мужність і героїзм, виявлені у захисті державного суверенітету та територіальної цілісності України, вірність військовій присязі під час російсько-української війни, відзначений — нагороджений
- 15 травня 2015 року — орденом «За мужність» III ступеня (посмертно)[2]
- Його портрет розміщений на меморіалі «Стіна пам'яті полеглих за Україну» у Києві: секція 4, ряд 1, місце 11
- Вшановується 29 серпня на щоденному ранковому церемоніалі вшанування українських захисників, які загинули цього дня у різні роки внаслідок російської збройної агресії[3]
- Іловайський Хрест (посмертно)
- в Хохонівській школі відкрито меморіальну дошку його честі